# Морозов, Пётр Фёдорович
Пётр Фёдорович Морозов (1905 — 1969) — советский партийный и государственный деятель, председатель Красноярского крайисполкома (1958—1964), председатель Тамбовского облисполкома (1949—1957).

## Биография
Окончил Воронежский сельскохозяйственный институт, был слушателем Высшей партийной школы при ЦК КПСС.
В 1921—1923 гг. — в РККА.
Затем — научный сотрудник, агроном, директор совхоза.
В 1941—1949 гг. — заведующий сельскохозяйственным отделом Тамбовского областного комитета ВКП(б), заведующий Тамбовским областным земельным отделом.
В 1949 г. — заместитель председателя исполнительного комитета Тамбовского областного Совета
С декабря 1948— по декабрь 1957 гг. — председатель исполнительного комитета Тамбовского областного Совета.
С 20 февраля 1958 г. по 8 декабря 1962 гг. — председатель исполнительного комитета Красноярского краевого Совета.
С 8 декабря 1962 г. по 28 декабря 1964 г. — председатель исполнительного комитета Красноярского сельского краевого Совета.
Депутат Верховного Совета СССР 6 созыва.